# Prase
Prase je české jméno pro několik příbuzných rodů nepřežvýkavých sudokopytníků, patřících do čeledi prasatovitých a podčeledí pravá prasata (Suinae) nebo bradavičnatá prasata (Phacochoerinae).
Původně název prase označoval pouze jediný známý druh prase divoké a jeho domestikovanou formu prase domácí. S rozvojem zoologického poznání se rodové označení prase rozšířilo na všechny druhy rodu Sus a dále na podobné rody sudokopytníků Hylochoerus, Phacochoerus, Potamochoerus.

## Seznam druhů

### RodPorcula
prase zakrslé (Porcula salvania) Hodgson, 1847

### RodHylochoerus
Podčeleď: pravá prasata (Suinae)
prase pralesní (Hylochoerus meinertzhageni) Thomas, 1904,

### RodPhacochoerus
Podčeleď: bradavičnatá prasata (Phacochoerinae)
prase bradavičnaté (Phacochoerus aetiopicus) Peter Simon Pallas 1766
prase savanové (Phacochoerus africanus) Gmelin, 1788

### RodPotamochoerus
Podčeleď: pravá prasata (Suinae)
prase madagaskarské (Potamochoerus larvatus) F. Cuvier, 1822, štětkoun šedý
prase štětkaté (Potamochoerus porcus) Linnaeus, 1758, štětkoun africký

#### Vyhynulé druhy
†Potamochoerus palaeindicus
†Potamochoerus theobaldi

### RodSus
Podčeleď: pravá prasata (Suinae)
(Sus ahoenobarbus) Huet, 1888
prase vousaté (Sus barbatus) Müller, 1838,
prase vietnamské (Sus bucculentus) Heude, 1892,
prase visajanské (Sus cebifrons) Heude, 1888, kriticky ohrožený druh
prase celebeské (Sus celebensis) Müller & Schlegel, 1843,
(Sus oliveri) Groves, 1997 původně poddruh prasete filipínského
prase filipínské (Sus philippensis) Nehring, 1886,
prase divoké (Sus scrofa) Linnaeus, 1758,
prase domácí (Sus scrofa f. domestica) Erxleben, 1777,
prase sundské (Sus verrucosus) Müller, 1840,

#### Vyhynulé druhy
Z fosílií je známý značný počet vyhynulých druhů.
†Sus australis Han, 1987, raný pleistocén, Čína
†Sus bijiashanensis Han et al, 1975, raný pleistocén, Čína
†Sus falconeri pleistocén, region Siválik, Indie
†Sus houi Qi et al, 1999, pleistocén , Čína
†Sus hysudricus
†Sus jiaoshanensis Zhao, 1980, raný pleistocén, Čína
†Sus liuchengensis Han, 1987, raný pleistocén, Čína
†Sus lydekkeri Zdansky, 1928, pleistocén , Čína
†Sus offecinalis Koenigswald, 1933, Čína
†Sus peii Han, 1987, raný pleistocén, Čína
†Sus subtriquetra Xue, 1981
†Sus strozzi